# 広島電鉄1070形電車
広島電鉄1070形電車（ひろしまでんてつ1070がたでんしゃ）は、1967年に投入された広島電鉄宮島線専用の電車である。市内線（路面電車）の車両に対して床の地表からの高さが高かったため、「高床車」とも呼ばれた。

## 概要
1967年に京阪神急行電鉄より500形を譲受した。500 - 505、508、509（1938年に川崎車輌で製造）が広電に移籍し、1071 - 1078となった。
広電では2両編成4本在籍した。移籍に当たって、ドアの位置を移動し片側3カ所に改造された。1987年から1988年にかけて、老朽化と高床車両全廃方針のため廃車。全車解体された。

## 各車状況
| 車番 | 阪急時代 車番 | 阪急建造  | 広電入線   | 廃車           |
| ---- | ------------- | --------- | ---------- | -------------- |
| 1071 | 500           | 1938年4月 | 1967年12月 | 1987年10月13日 |
| 1072 | 501           | 1938年4月 | 1967年12月 | 1987年10月13日 |
| 1073 | 502           | 1938年4月 | 1967年12月 | 1987年10月19日 |
| 1074 | 503           | 1938年4月 | 1967年12月 | 1987年10月19日 |
| 1075 | 504           | 1938年4月 | 1967年12月 | 1988年10月     |
| 1076 | 505           | 1938年4月 | 1967年12月 | 1988年10月     |
| 1077 | 508           | 1938年4月 | 1967年12月 | 1988年10月     |
| 1078 | 509           | 1938年4月 | 1967年12月 | 1988年10月     |